# Rosenholm Kommune
| Strukturdaten       | Strukturdaten    |
| ------------------- | ---------------- |
| Sitz der Verwaltung | Hornslet         |
| Fläche              | 140,94 km²       |
| Einwohner           | 10.189 (2003)    |
| Kommune seit 2007   | Syddjurs Kommune |

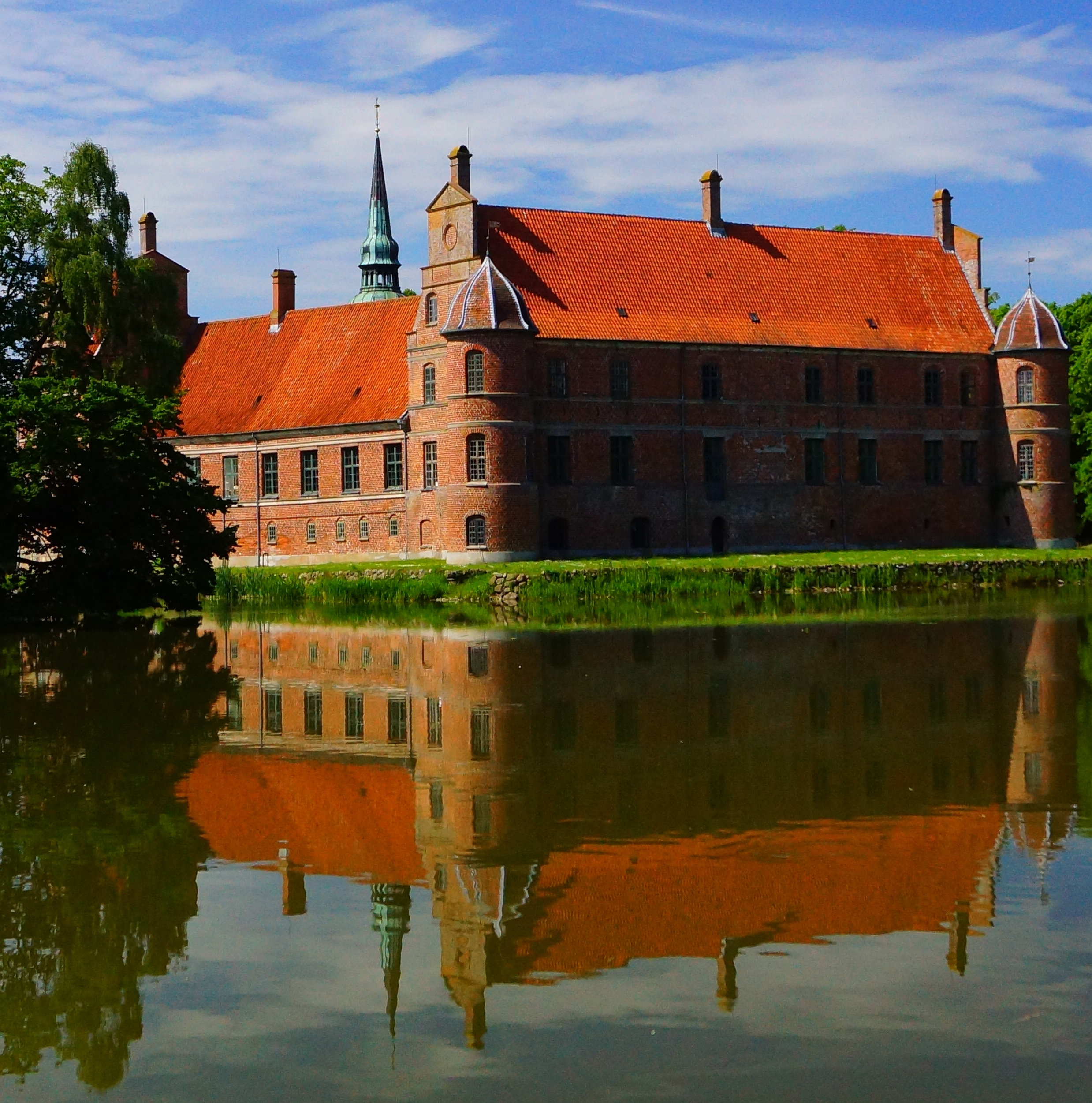
Schloss Rosenholm

Rosenholm Kommune war bis Dezember 2006 eine dänische Kommune auf der Halbinsel Djursland im Osten Jütlands im damaligen Århus Amt. Seit Januar 2007 ist sie zusammen mit  den Kommunen Ebeltoft, Midtdjurs und Rønde Teil der neugebildeten Syddjurs Kommune.
Rosenholm Kommune entstand im Zuge der Verwaltungsreform des Jahres 1970 und umfasste folgende Sogn:
- Hornslet Sogn (Landgemeinde Hornslet)
- Mørke Sogn (Landgemeinde Mørke)
- Hvilsager Sogn und Lime Sogn (Landgemeinde Hvilsager-Lime)
- Mygind Sogn, Krogsbæk Sogn und Skørring Sogn (Landgemeinde Mygind-Krogsbæk-Skørring)
- Søby Sogn, Skader Sogn und Halling Sogn (Landgemeinde Søby-Skader-Halling)